# Noordenveld
Noordenveld  è una municipalità dei Paesi Bassi di 32 818 abitanti situata nella provincia di Drenthe.
Costituita il 1º gennaio 1998, il suo territorio deriva dalla fusione dei territori delle ex-municipalità di Norg, Peize e Roden.